# میرسلا براتیون
میرسلا براتیون (انگلیسی: Myrcella Baratheon) یک شخصیت خیالی در مجموعه داستان‌های خیالی-حماسی ترانه یخ و آتش اثر نویسندهٔ آمریکایی جرج آر. آر. مارتین و اقتباس تلویزیونی آن بازی تاج‌وتخت است.
او که نخستین بار در رمان بازی تاج‌وتخت (۱۹۹۶) معرفی می‌شود، تنها دختر سرسی لنیستر است و بعدها در نبرد پادشاهان (۱۹۹۸) و طوفان شمشیرها (۲۰۰۰) هم حضور می‌یابد.
نقش این شخصیت خیالی را در مجموعهٔ تلویزیونی بازی تاج‌وتخت که محصول اچ‌بی‌او است، ایمی ریچاردسن در فصل‌های ۱ و ۲ و نل تایگر فری در فصل‌های ۵ و ۶ ایفا می‌کند.

## ویژگی‌های شخصیت
شاهدخت میرسلا براتیون دومین فرزند ملکه سرسی لنیستر است. پدر واقعی‌اش همچون برادرانش، کسی نیست جز دایی‌اش جیمی لنیستر، اما خودش به‌ظاهر از این موضوع بی‌خبر است. او دختری است ظریف، زیبا، مؤدب و گفته می‌شود که تمامی زیبایی مادرش را داراست اما طبیعت ستمگرانهٔ او را ندارد. در یک اقدام سیاسی و برای آنکه مطمئن شوند خاندان مارتل از پادشاهی برادرش جافری براتیون حمایت خواند کرد، او را به نامزدی شاهزاده تریستان مارتل درمی‌آورند و در رمان نبرد پادشاهان به سرزمین «دورن» فرستاده می‌شود. پس از مرگ برادرش در رمان طوفان شمشیرها، شاهدخت آریان مارتل تلاش می‌کند تا او را بدزدد و خودش را ملکه وستروس کند، اما دسیسه‌اش خوب پیش نمی‌رود و در جریان این واقعه، میرسلا به‌شدت زخمی می‌شود.
شخصیت میرسلا براتیون و کارهایی که انجام می‌دهد، بیشتر از نگاهِ دیگران و از جمله تیریون لنیستر مشاهده یا توصیف می‌شود و در رمان اصلی، یک شخصیتِ فرعی و پشت‌صحنه است.